# 細木香以
細木 香以（ほそき こうい、1822年（文政5年） - 1870年10月4日（明治3年9月10日））は、幕末の俳人、商人。名は鱗、字は冷和、幼名は子之助、家を継いでからは藤次郎または機蔵と呼ぶ。狂歌名は星の屋春兄、何廼舎鶴枝。俳名は李蠖（鯉角）、梅阿弥などの号があるが、香以山人という呼び名が最も有名。

## 概略
家は新橋山城町にある酒屋で姓は源、氏は細木、店の名は摂津国屋（つのくにや）である。香以の祖父・伊兵衛の代から蔵造りの店に直し、山城河岸を代表する豪商となった。父の竜池が家を継ぐと酒店を閉じて大名（加賀藩・米沢藩・広島藩など）の用達を専業とする。竜池は秦星池に書を初代・彌生庵雛麿に狂歌を習い、雛亀と称し、晩年には桃の本鶴廬また源仙と号する。俳諧をたしなみ、仙塢と号した。竜池は劇場・妓楼に出入りし戯作者の為永春水と交遊したので、『梅暦』のなかで「津藤」の名で登場し、俳優や文人のパトロンとして記憶された。この父の気性や趣味が香以に受け継がれたと考えられる。
経を北静盧、書を松本董斎に学ぶ。天保9年（1838年）に17歳になった頃から料理屋や船宿に出入りし芸者になじみができ、新宿や品川の妓楼に遊ぶようになる。天保13年（1842年）の頃から継母の郷に預けられ放蕩が激しくなったことにより、父から勘当されかけたこともある。安政3年（1856年）9月に父の竜池が病死し、手代たちの反対を押し切る形で本家を香以が継ぐことになる。
文人、俳優、俳諧師、狂言作者と交わり豪遊の限りを尽くし、元禄時代の紀伊國屋文左衛門と比較されるほどであったが、安政6年（1859年）くらいから身代が傾きはじめ、文久2年（1862年）には店を継母に譲り、自分は隠居して浅草馬道の猿寺の境内に居を移した。その後は仕送りと狂歌の判者、市村座の作者を職業として暮らす。文久3年（1863年）から下総国千葉郡寒川に移り慶応2年（1866年）まで住む。明治元年（1868年）に山城河岸の店は閉じ、2年後に香以は病死する。行年四十九。法名は梅誉香以居士。先祖代々の墓がある駒込の願行寺に葬られる。
香以によって後援されていた人としては仮名垣魯文、九代目市川團十郎、河竹黙阿弥、三代目瀬川如皐、条野採菊らがいる。魯文の弟子だった野崎左文は、「幕末動乱の頃、ともかくも戯作者として職を失わず、かろうじて命脈を伝え得たのはまったく香以のような後援者のおかげである」と評している。芥川龍之介の養母は、香以の姪にあたる。